# 弗兰克·B·凯洛格
弗兰克·比林斯·凯洛格（Frank Billings Kellogg，1856年12月22日—1937年12月21日），美国律师，政治家，曾任美国国务卿。1927年，和法國外交部長阿里斯蒂德·白里安發起非戰公約。凱洛格因此於1930年獲得1929年度的诺贝尔和平奖。
| 前任： 查尔斯·埃文斯·休斯 | 美国国务卿 1925年-1929年 | 繼任： 亨利·L·斯廷森 |

1. ↑  . NobelPrize.org.   [2025-05-22] （美国英语）.